# Zygomyia argentina
Zygomyia argentina är en tvåvingeart som beskrevs av Lane 1961. Zygomyia argentina ingår i släktet Zygomyia och familjen svampmyggor. Inga underarter finns listade i Catalogue of Life.